# NWA Canada
National Wrestling Alliance of Canada (NWA Canada) ist der Name einer kanadischen Wrestling-Föderation.

## Geschichte

### Vorgeschichte
Die Geschichte der NWA Canada beginnt im November 1949, als der Promotor Eddie Quinn sich mit der Montreal Athletic Commission der National Wrestling Alliance anschloss. Damit löste sich Quinn von der American Wrestling Association, der er seit 1938 angehörte. Quinn formierte in Montreal das National Wrestling Alliance Montreal Office/NWA of Quebec.

### Aufbau der NWA Canada
Im September 1951 traten Larry Tillman und Stu Hart mit ihrer Promotion STAMPEDE Wrestling der NWA bei und so wurde das National Wrestling Alliance Calgary Office/NWA of Alberta gegründet. Stu Hart übernahm im Juli 1952 den Platz Tillmans im NWA Board Of Directors.
Auf der Jahressitzung der NWA vom September 1953 wurde der Promotor Frank Tunney mit dem Queensbury Athletic Club aufgenommen. Tunney veranstaltete nun unter dem Banner von Maple Leaf Wrestling/NWA of Ontario und übernahm das National Wrestling Alliance Toronto office.
In den Jahren von 1957 bis 1967 war Stu Hart augenscheinlich der einzige Vertreter Kanadas in der NWA. Erst 1976/77 war mit Frank Tunney Promotions unter Frank Tunney ein weiterer Kanadier wieder in der NWA vertreten.

### Gründung der NWA Canada und deren Bedeutungsverlust
1979 wurden die kanadischen Affiliates von der National Wrestling Alliance unter dem gemeinsamen Banner der NWA Canada zusammengefasst und es wurde ihr eine NWA Heavyweight Wrestling Championship zugestanden. Diese führte die NWA Canada am 17. Dezember 1978 ein, dessen erster Träger Dino Bravo wurde.
Auf der NWA-Jahrestagung vom August 1979 wurde Gene Kiniski mit seiner Promotion Northwest Wrestling Promotions in die NWA aufgenommen.
Bis 1984 waren die meisten kanadischen Promotionen wieder aus der National Wrestling Alliance ausgetreten und einzige Kanadier waren Stu Hart und Frank Tunney. Diese standen jedoch schon mit der damaligen World Wrestling Federation in Verhandlungen.
1985 wurde Gene Kiniski mit seiner Firma K. E. Wrestling Promotions wieder aufgenommen und veranstaltete nun unter dem Banner von NWA All-Star.
1986 verließen sämtliche kanadische Promotoren die NWA. Stu Hart und Frank Tunney waren zwischen 1983 und 1984 zur damaligen WWF übergetreten. Die anderen traten nun Independent an oder veranstalteten unter dem Banner von American Wrestling Association.

### Aufstieg der NWA Canada als nationaler Dachverband
1998/99 bildete ein für die National Wrestling Alliance wichtiger Zeitabschnitt: Mit der Aufstellung von Canadian Championship Wrestling und der Canadian Wrestling Federation waren nun mit Dave Republic und Ernie Todd wieder Kanadier im Board Of Directors vertreten.
Im Namen der NWA Canada werden nun die Veranstaltungen der kanadischen NWA-Verbände durchgeführt und sie gilt daher als der Dachverband der kanadischen Wrestling-Verbände mit Ausnahme der Independent-Promotionen. Verschiedentlich treten die Affiliates der NWA Canada auch unter dem Banner der NWA Pacific Northwest an.
Die NWA Canada ist seit 2007 ein Affiliate der NWA British Commonwealth.

## Affiliates
- NWA Extreme Canadian Championship Wrestling
- NWA Quebec